# Claudine Wilde

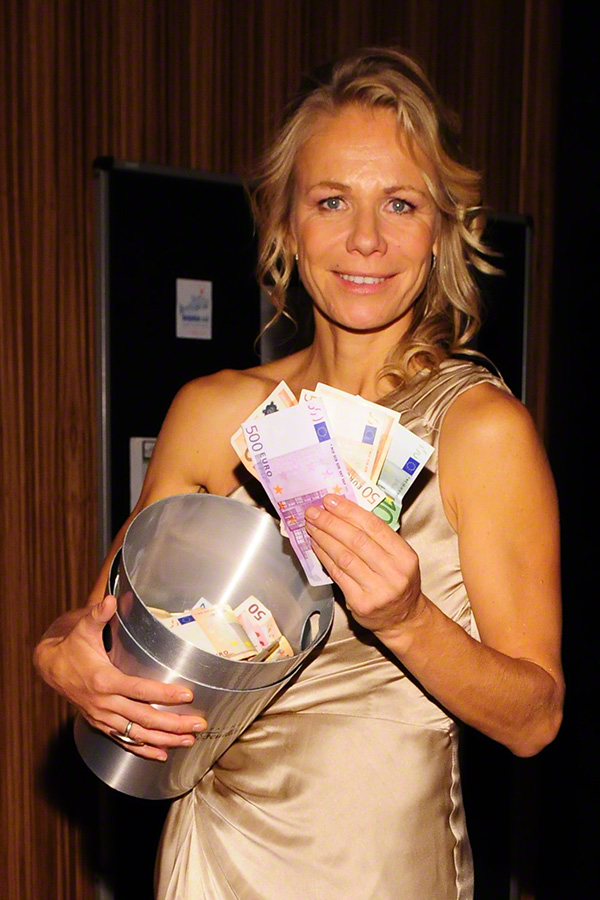
Claudine Wilde (2013) auf einer Wohltätigkeitsveranstaltung

Claudine Wilde (* 15. März 1967 in Berlin) ist eine deutsche Schauspielerin.

## Leben
Die in Südfrankreich aufgewachsene Schauspielerin spricht fließend Deutsch, Englisch und Französisch. Sie erhielt eine dreijährige Schauspielausbildung am Conservatoire d’Art Dramatique in Saint-Étienne sowie eine einjährige an der James Logan School in Union City, San Francisco Bay Area. Weiteren Schauspielunterricht erhielt sie bei Hanny Herter, Jacques Bellay und Eric Morris.
Neben einigen Kinofilmen trat sie wiederholt in Haupt- und Nebenrollen in Fernsehfilmen wie Gefangen im Jemen und Das Papst-Attentat sowie Serien wie Der Alte, Siska und Tatort auf. Ebenfalls drehte sie für französische Produktionen.
Parallel dazu wurde sie auch für zumeist französische Theaterinszenierungen wie Les Misérables in St. Etienne engagiert.
Sie war von 2001 bis 2011 mit dem tschechischen Toningenieur Tomás Kanok verheiratet (getrennt seit 2009) und hat mit ihm zwei Söhne (* 2006 und * 2008).
2007 war Wilde Patin des Deutschen Kinderpreises.

## Filmografie (Auswahl)

### Fernsehfilme und -serien
- 1991: Schloß Pompon Rouge (Fernsehserie RTLplus, sechs Folgen)
- 1992: Tatort: Der Mörder und der Prinz
- 1992: Auf Achse (Fernsehserie, eine Folge)
- 1992: Glückliche Reise (Fernsehserie, fünf Folgen)
- 1993: Schwarz greift ein (Fernsehserie, eine Folge)
- 1994: Mutter, ich will nicht sterben!
- 1995: Die Straßen von Berlin (Fernsehserie, eine Folge)
- 1995: Rosamunde Pilcher – Schneesturm im Frühling
- 1996: Tatort: Der Spezialist
- 1996: Solange es die Liebe gibt (Fernsehserie)
- 1996: Ein Bayer auf Rügen (Fernsehserie, 5. Staffel)
- 1996: Tatort: Die Abrechnung
- 1999: Gefangen im Jemen
- 2000: Vor Sonnenuntergang
- 2002: Tatort: Todesfahrt
- 2002: Der Alte – Die verlorene Wette
- 2002: Aus lauter Liebe zu Dir
- 2003: Klinik unter Palmen
- 2003: Marga Engel kocht vor Wut
- 2003: Ein Fall für zwei – Die Staatsanwältin
- 2003–2005: Der Landarzt (Fernsehserie, 11 Folgen)
- 2004: Am Kap der Liebe
- 2004: Hexenküsse
- 2004: Der Alte – Folge 302: Blutsbande
- 2005: Das Haus der Harmonie
- 2005: Charlotte Link: Die Täuschung
- 2006–2008: Im Tal des Schweigens
- 2006: Das Traumhotel – Seychellen
- 2006: Das Duo – Man lebt nur zweimal
- 2006: Die Alpenklinik
- 2008: Das Papst-Attentat
- 2008: Tierärztin Dr. Mertens (Fernsehserie, 2. Staffel)
- 2009: Schwarzwaldliebe
- 2013: In aller Freundschaft (Fernsehserie, eine Folge)
- 2013: Akte Ex (Fernsehserie, Folge Treu bis ins Grab)
- 2013: SOKO – Der Prozess
- 2014: Die Rosenheim-Cops – Eine Leiche zum Bier

### Kinofilme
- 1991: Der Joker und der Jackpot (La Totale !)
- 1991: Room Service
- 1992: Boomtown
- 1993: Polski Crash
- 1994: Sunny Point
- 1999: Das rote Strumpfband
- 2005: Die Geschichte von Micky Blue
- 2010: The last Fashion-Show
- 2012: Ziemlich dickste Freundinnen (Mince alors!)